# Expreß-Verlag
Der Expreß-Verlag (auch Express-Verlag) war ein unabhängiger Zeitungs- und Zeitschriftenverlag in Ost-Berlin von 1945 bis 1953.

## Geschichte

### Gründung
Der sowjetische Kulturoffizier Major Iossif Feldman schuf im November 1945 die Grundlagen für den Expreß-Verlag. Er setzte die Journalisten Herbert Kilver (52 %) und Rudolf Kurtz (24 %) sowie zwei weitere Deutsche (je 12 %) als Lizenznehmer ein und informierte sie anschließend über seine Pläne. Der von ihm entworfene Gesellschaftsvertrag wurde von diesen dann beim zuständigen Amtsgericht eingereicht. Das Stammkapital betrug theoretisch insgesamt 20.000 Mark, von denen die Anteilseigner aber nichts eingezahlt hatten und später auch teilweise nichts ausgezahlt bekamen. Ziel war es, eine Abendzeitung zu schaffen, die an amerikanische Boulevardblätter angelehnt war. Sitz des Verlages wurde die Mohrenstraße 36/37 in Berlin-Mitte.
Am 7. Dezember 1945 erschien die erste Ausgabe des Nacht-Express als die zu dieser Zeit einzige formal unabhängige Zeitung im sowjetischen Sektor. Major Feldman blieb der entscheidende Akteur hinter den Kulissen und der verantwortliche Politoffizier, er schrieb selber viele Artikel. Nach seiner Verhaftung Ende 1948 übernahm Viktor Saslawski die Funktion des sowjetischen Kontrolloffiziers.

### Auflösung
Am 3. März 1953 beschloss das SED-Politbüro, dass der Verlag und das Gebäude an die FDJ-Zeitung Junge Welt verkauft werden mussten. Am 30. April 1953 erschien die letzte Ausgabe des Nacht-Express als letzte organisatorisch unabhängige Tageszeitung in der DDR. Der Verkaufspreis betrug etwa 90.000 Mark.

## Publikationen
Zeitungen und Zeitschriften
- Nacht-Express, 1945–1953, Abendzeitung
- Schach-Express. Alleiniges Nachrichtenblatt der Schachsparte Gross-Berlin, April 1947–August/September 1950, zweimal monatlich, dann Schach
- Illustrierter Radsport-Express, 1947–1950, Fachzeitschrift, die wichtigste Radsportzeitung in der Sowjetischen Besatzungszone, dann im Sportverlag[5]
- Sammler Express, 1947–1951 (- 1992), Fachzeitschrift für Philatelie[6]
- Der Kleingärtner und Siedler, 1947/1948

Bücher
Die Bücher im Expreß-Verlag hatten meist eine propagandistische Ausrichtung gegen die westliche Politik, vor allem der USA.
- Taschen-Renn-Kalender 1947, 1946
- Hannelore Holtz: Die Apfelsine und andere Kurzgeschichten, 1947
- Jürgen Friedbach (= Iossif Feldman): Zwischen Krieg und Frieden, 1948 Umschlag
- Robert Willer: Hinter dem seidenen Vorhang, 1948
- Walther Dreyer: Was bedeutet der Marshall-Plan? 1948
- Fälscher der Geschichte, ein historischer Überblick, 1948
- Europäisches Arbeiterkomitee: Schluß mit der Remilitarisierung Deutschlands! Die Europäische Arbeiterkonferenz vom 23.-25.März 1951 in Berlin, 1951

## Weitere Nutzung des Gebäudes
1946 erschien in der Mohrenstraße 36/37 auch die Weltbühne im Von Ossietzky Verlag. Von 1947 bis 1948 wurde hier die andere unabhängige Tageszeitung Berlin am Mittag in einem Verlag herausgegeben.
Seit 1953 wurde das Gebäude von der Jungen Welt als Verlag und Redaktionsgebäude genutzt. Später entstand dort das Internationale Pressezentrum der DDR, wo unter anderem Günther Schabowski am 9. November 1989 seine berühmte Pressekonferenz hielt.
Jetzt befindet sich in einem großen Komplex mit angrenzenden Gebäuden das Bundesjustizministerium.